# IRAS 12063-6259

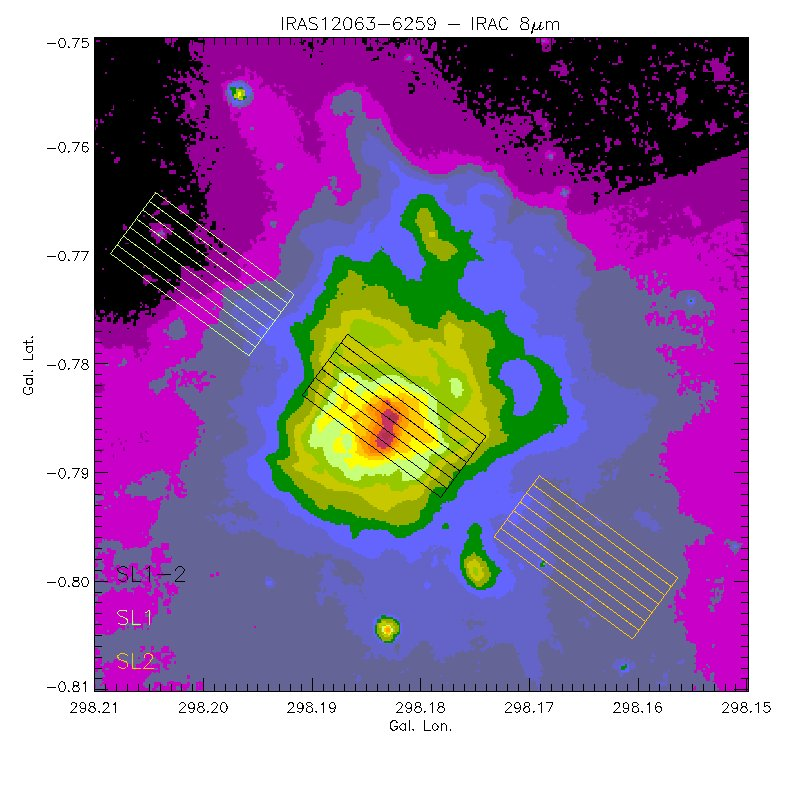
منطقة IRAS 12063-6259

إراس 6259-12063 في علم الفلك (بالإنجليزية:IRAS 12063-6259) هي منطقة هيدروجين II تبعد عن الشمس نحو 5و9 ألف فرسخ فلكي kpc وعن مركز المجرة بنحو 3و9 ألف فرسخ فلكي (1000 فرسخ فلكي يعادل 3262 سنة ضوئية) . وقد صنفت تلك المنطقة في الماضي بأنها سديم كوكبي ومنطقة هيدروجين II ، ولكن تلك المنطقة تصنف الآن على أنها منطقة هيدروجين II كثيفة بسبب خصائصها اللونية،  وضيائها من الأشعة تحت الحمراء ، ومحتويات طيفها.
التسمية إراس تظهر في علم الفلك كثيرا وهي اختصار لجرم يشاهد في نطاق الأشعة تحت الحمراء InfraRed.
تمت أرصاد راديوية من مصفوف التلسكوب الأسترالي على IRAS 12063-6259 وهي تبين أنه يتكون من جسم مدمج تبلغ مقاييسه 16x "7" منغمسا في منطقة أقل ضياءا يبلغ اتساعها 28"25x". وتحوي المنطقة الكثيفة جرمين يشعان موجات راديوية ترددها 4.8 جيجاهرتز، وسميت Radio A وRadio B، بينما عند ترددات أعلى في حدود 6و8 جيجاهرتز فقد تم تحليل راديو ب أكثر دقة وصنف ب1 وب2.
يشير هذا التركيب المعقد إلى وجود عدد من النجوم هي التي تقوم بتأين غاز الهيدروجين فيه، وليس نجما واحدا .

## اقرأ أيضاً
- منطقة هيدروجين I
- خط هيدروجين
- أبراج التخليق
- ولادة النجوم
- إراس 1755-17423
- إراس 3907-17163
- إراس 2422-16293
- سحب بين النجوم

## وصلات خارجية
- إراس 6259-12063 على موقع ويكي سكاي: DSS2, SDSS, GALEX, IRAS, Hydrogen α, X-Ray, Astrophoto, Sky Map, Articles and images